# Place des Généraux-de-Trentinian
La place des Généraux-de-Trentinian est une voie située dans le quartier de la Porte-Dauphine du 16e arrondissement de Paris.

## Situation et accès
Elle se trouve à l'extrémité ouest de l'avenue Foch (Paris) et borde la place du Maréchal-de-Lattre-de-Tassigny.
La place des Généraux-de-Trentinian est desservie à proximité par la ligne 2 à la station Porte Dauphine.

## Origine du nom

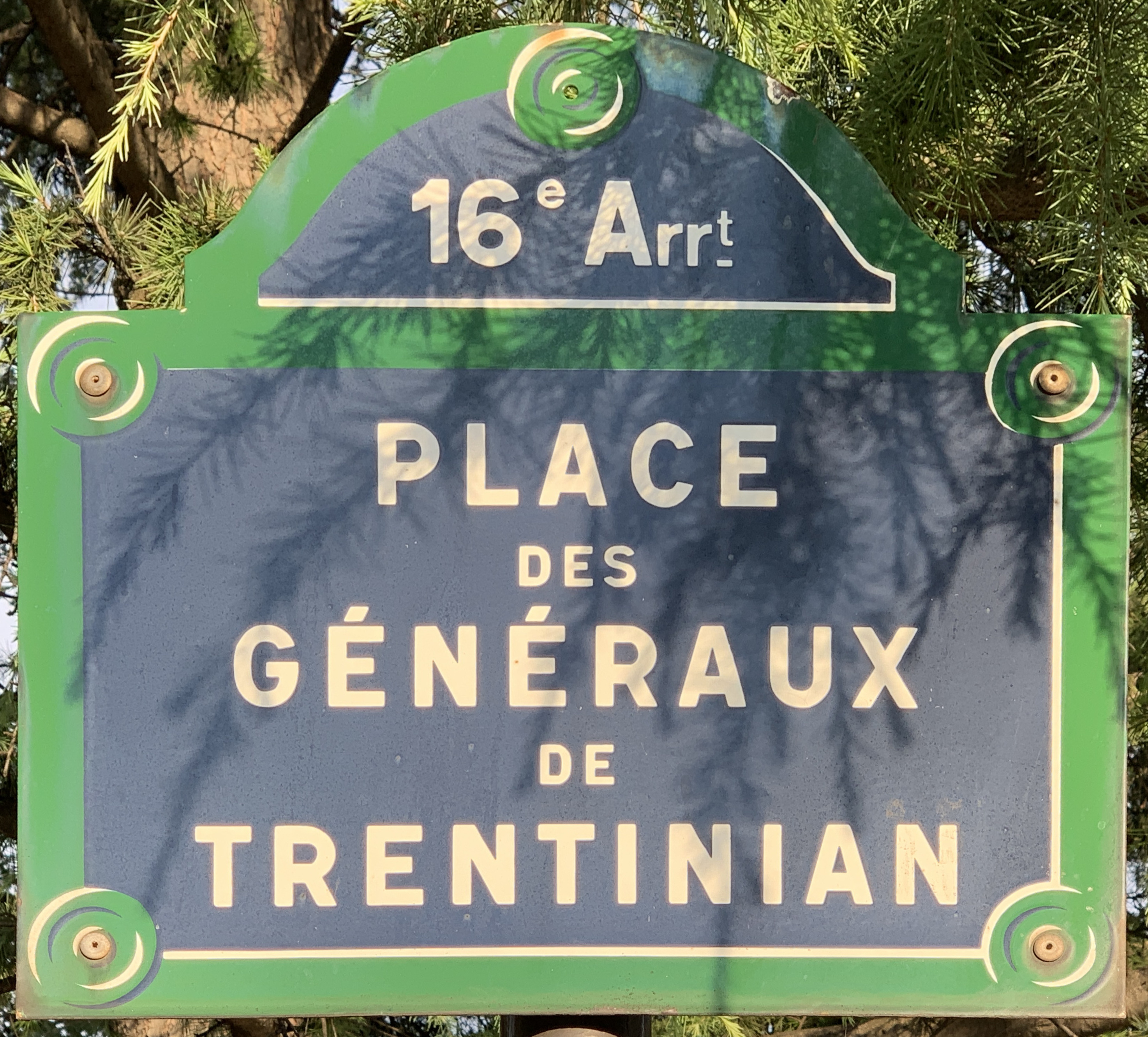
Plaque de la place.

Elle porte le nom des généraux Arthur de Trentinian (1822-1885) et son fils Edgard de Trentinian (1851-1942).

## Historique
La place est créée et prend sa dénomination actuelle le 31 janvier 1994 sur l'emprise des voies qui la bordent.

## Bâtiments remarquables et lieux de mémoire
- Buste du général Edgard de Trentinian, œuvre du sculpteur Léon Georges Baudry.